# Осьмино
Осьмино (рос. Осьмино) — селище у Лузькому районі Ленінградської області Російської Федерації.
Населення становить 1638 осіб. Належить до муніципального утворення Осьминське сільське поселення.

## Історія
Згідно із законом від 28 вересня 2004 року № 65-оз належить до муніципального утворення Осьминське сільське поселення.

## Населення
| 1939 | 1959  | 2007  | 2010  |
| ---- | ----- | ----- | ----- |
| 1391 | ↗1482 | ↗1635 | ↗1638 |